# New Port Richey
New Port Richey è una città degli Stati Uniti d'America situata in Florida, nella Contea di Pasco.